# The Discovery of the Yosemite
Discovery of the Yosemite, and the Indian war of 1851, which led to that event, ou simplesmente, The Discovery of the Yosemite, é um livro de Lafayette Bunnell, um explorador do vale de Yosemite, datado de 1880.